# Grenen
La pointe de Grenen est une bande de terre située à l'extrême nord du Jutland, au Danemark, près de la ville de Skagen.

## Géographie
Elle est le point de rencontre de deux détroits : le Skagerrak et le Cattégat. Le conflit des courants de la mer du Nord avec ceux de la mer Baltique entraîne de part et d'autre de la pointe sableuse des vagues d'orientation contraire et des remous.

## Gestion du site
La pointe se déplace au fil du temps en fonction de l'action du vent et des courants. Elle se prolonge par un banc de sable sous-marin de plus de 4 km. La baignade y est particulièrement dangereuse. L'accès ne peut se faire qu'à pied ou par remorque tractée.